# Isabel Irving
Isabel Irving, née le 28 février 1871 à Bridgeport (Connecticut) aux États-Unis, est une actrice de théâtre américaine,. Elle est la fille de Charles Washington et Isabella Irving. Elle fait ses débuts, au Standard Theatre à New York en 1886 dans la pièce The Schoolmistress. Elle joue dans 33 pièces et prend sa retraite en 1936, après 50 ans de carrière. Elle est mariée à William H. Thompson et meurt le 1er septembre 1944 à Nantucket aux États-Unis.

## Source de la traduction
- (en) Cet article est partiellement ou en totalité issu de l’article de Wikipédia en anglais intitulé « Isabel Irving » (voir la liste des auteurs).